# Amaranthe (groupe)
Pour les articles homonymes, voir Amarante.
Amaranthe est un groupe suédois de power metal, originaire de Göteborg qui mêle des riffs de death metal mélodique à des refrains pop. Formé en 2008, il se démarque par le fait qu'il comporte deux chanteurs et une chanteuse aux timbres de voix bien différenciés.

## Biographie

### Formation et débuts (2008–2012)
Formé en 2008 par Jake E (ex-Dream Evil) et Olof Mörck (des groupes Dragonland et Nightrage) sous le nom d'Avalanche, le nouveau projet des membres fondateurs prend vraiment forme quand la chanteuse Elize Ryd, le chanteur Andy Solveström ainsi que le batteur Morten Løwe Sørensen les rejoignent par la suite. Courant 2008, le groupe sort une première démo de quatre titres sur son Myspace, Leave Everything Behind, sous le nom de groupe Avalanche.
En 2009, le groupe change de nom pour devenir Amaranthe (le nom de groupe Avalanche étant officiellement déjà utilisé par un autre groupe). Puis l'EP Rain fut enregistré, il sortit début 2011. Cette sortie permet d'introduire la sortie de leur premier album éponyme, le 13 avril 2011 (le groupe travaillant dessus depuis 2009). Trois clips sont sortis pour promouvoir les chansons de l'album, Hunger, Amaranthine et 1 000 000 LightYear. Ce dernier est enregistré durant la tournée japonaise du groupe. Le 12 août 2011, le groupe annonce sur son site officiel qu'il part en tournée avec HammerFall à partir du 26 octobre 2011 à Copenhague et avec des étapes par des villes comme Oslo, Paris, Zürich ou bien Vienne, et ce jusqu'au 10 décembre 2011.
Le 12 février 2012, ils remportent le prix de la "meilleure percée de l'année 2012" au Bandit Awards à Stockholm. Le 13 août, le groupe rentre en studio pour enregistrer leur deuxième album. Après la fin de l'enregistrement, le groupe repart en tournée avec Stratovarius à partir du 20 mars 2013 en passant par Munich, Paris, Hambourg, Bilbao ou bien Pratteln.

### The Nexus(2013–2014)

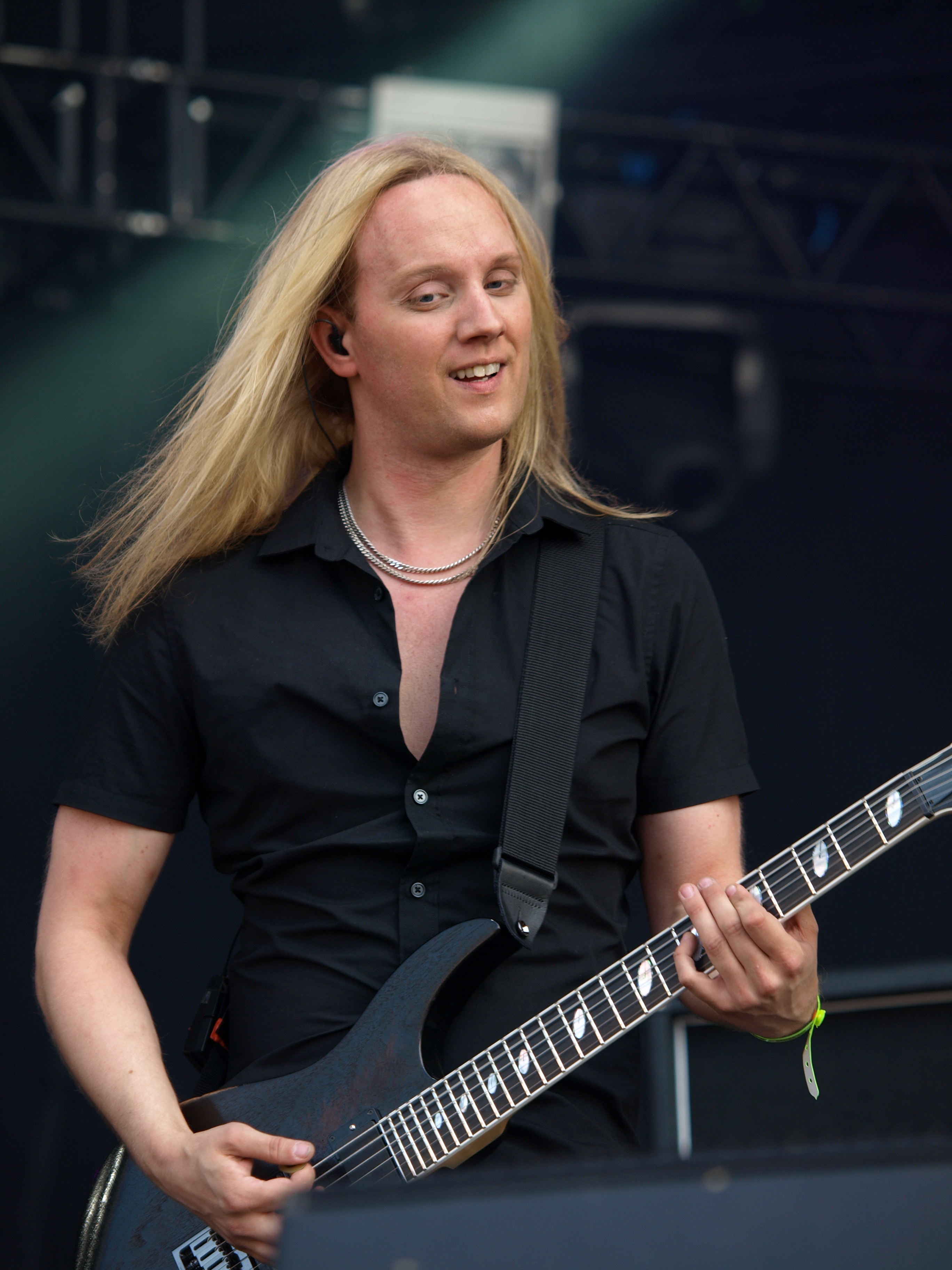
Olof Mörck (guitare) au Tuska Open Air en 2013.

Le 25 mars 2013, le deuxième album du groupe, The Nexus, est publié sous le label Spinefarm Records. L'album atteint la première place des charts suédois et finlandais. En octobre 2013, Andy Solveström quitte le groupe et Henrik Englund le remplace.
Avec leur nouvelle formation, le groupe repart en tournée en mars 2014, en tant que tête d'affiche. Ils sont alors accompagnés des groupes Deals Death et Smash Into Pieces. Ils annoncent par ailleurs qu'ils comptent sortir un nouvel album à l'automne 2014, mais sans donner d'information précises.

### Massive AddictiveetMaximalism(2014–2017)
Leur troisième album studio, intitulé Massive Addictive, est produit par Jacob Hansen (Volbeat, Epica), et sort le 21 octobre 2014 sur le label Spinefarm Records. Le groupe part en tournée de promotion à partir du 10 mars 2015, avec des étapes dans des villes comme Ludwigsburg, Londres, Glasgow ou bien Milan.
Une compilation spéciale, intitulée Breaking Point - B-sides 2011-2015, est publiée le 30 octobre 2015 et comprend les meilleurs faces B de la carrière du groupe. Leur quatrième album, Maximalism, est publié le 21 octobre 2016. À la suite de la publication de l'album, le groupe annonce que le chanteur Jake E ne prendra pas part à la tournée promotionnelle, en souhaitant ainsi « faire une pause ». Il se fait remplacer temporairement par Chris Adam, le chanteur de Smash Into Pieces.
Le 8 février 2017, Jake E annonce quitter définitivement le groupe. La principale raison étant qu'il ne se retrouve plus dans le virage stylistique que le groupe a pris depuis ses deux derniers albums et qu'il n'arrive pas à rester sur scène sans croire à ce qu'il fait. Le guitariste Olof Mörck devient alors le seul membre permanent depuis les débuts du groupe. Le 6 juillet 2017, le groupe annonce le recrutement de Nils Molin comme membre permanent au chant clair masculin.

### Helixet signature chezNuclear Blast(2018-2020)
Le 9 août 2018, le groupe révèle par le biais du magazine Loudwire un extrait de son cinquième album, Helix, et intitulé 365. Le clip vidéo est réalisé par Patrick Ullaeus. L'album en question sort le 19 octobre 2018, sous le label Spinefarm Records. Ils partent par la suite en tournée européenne en première partie Powerwolf pour le promouvoir entre octobre et novembre 2018. Ils réalisent tout de même une tournée en tête d'affiche à partir du 31 janvier 2019 et une première étape à Nimègue. La tournée s'achève le 16 février de la même année à Helsinki. Le groupe est alors accompagné de Follow the Cipher et Warkings.
Amaranthe réalise par la suite une tournée nord-européenne entre le 20 et le 30 novembre 2019. Ils font notamment étape à Oulu ou bien Bergen. Avant cela, le groupe annonce sa signature au label Nuclear Blast et par la même occasion confirme qu'un nouvel album est en cours de préparation.
Le 17 janvier 2020, le groupe part en tournée européenne pour assurer la première partie de Sabaton dans le cadre de "The Great Tour". Apocalyptica est également de la partie. La tournée s'achève le 16 février à Oslo.

### Manifestet crise duCovid-19(depuis 2020)
Alors qu'ils sont en tournée avec Sabaton, le groupe dévoile le 14 février 2020 le premier extrait de son sixième album. Ce dernier s'intitule "Do or Die" et est réalisé en collaboration avec Angela Gossow, ancienne chanteuse d'Arch Enemy. Les informations de l'album sont dévoilées dans son intégralité le 26 juin 2020. Celui-ci s'intitule Manifest et est annoncé pour une sortie le 02 octobre 2020, sous le label Nuclear Blast. Un nouvel extrait, "Viral", est dévoilé.
Après avoir annoncé une tournée commune avec Beyond the Black en novembre et décembre 2020, Amaranthe se voit contraint de reporter cette dernière en raison de la crise du Covid-19. Le groupe annule également la tournée nord-américaine prévue entre le 20 août et le 02 octobre 2020 pour les mêmes raisons.
Le 18 septembre 2020, ils dévoilent "Archangel" sous forme de clip vidéo. Ce dernier est tourné à Wrocław, ainsi que dans les ruines du château de Świny. Le clip de "Boom!1" est dévoilé quant à lui le 5 novembre de la même année.

## Style musical
Le style musical du groupe Amaranthe s'apparente aux sous-genres du metal. Selon AllMusic, le style musical d'Amaranthe mêle death metal et pop mélodique, pour faire un effet metalcore. Elize Ryd reconnait qu'il est difficile de classer la musique du groupe et explique qu'il s'agit de « dance-metal saupoudré de death metal et metal mélodique moderne » bien qu'elle admette qu'ils se consacrent à des thèmes positifs, contrairement au death metal. MusicMight classifie le groupe de death metal mélodique et power metal.

## Membres

### Membres actuels
- Elize Ryd – chant clair féminin (depuis 2008)
- Olof Mörck – guitare, claviers (depuis 2008)
- Johan Andreassen – basse (depuis 2008)
- Morten Løwe Sørensen – batterie (depuis 2008)
- Nils Molin - chant clair masculin (depuis 2017)
- Mikael Sehlin – chant, growl/grunt (depuis 2022)

### Anciens membres
- Henrik Englund – chant, growl/grunt (2013-2022)
- Andy Solveström – chant, growl/grunt (2009-2013)
- Jake E – chant clair masculin (2008-2017)

## Vidéographie

### Clips
- 2011 : Amaranthine, tiré de Amaranthe, dirigé par Patric Ullaeus
- 2011 : Hunger, tiré de Amaranthe, réalisé par Patric Ullaeus
- 2012 : 1.000.000 Lightyears, tiré de Amaranthe, filmé par Johan Carlén
- 2013 : Burn With Me, tiré de The Nexus, réalisé par Patric Ullaeus
- 2013 : Invincible, tiré de The Nexus, réalisé par Patric Ullaeus
- 2013 : The Nexus, tiré de The Nexus, réalisé par Patric Ullaeus
- 2014 : Drop Dead Cynical, tiré de Massive Addictive, réalisé par Patric Ullaeus
- 2015 : Digital World, tiré de Massive Addictive, réalisé par Patric Ullaeus
- 2015 : True, tiré de Massive Addictive, réalisé par Patric Ullaeus
- 2016 : That Song, tiré de Maximalism, réalisé par Patric Ullaeus
- 2018 : 365, tiré de Helix, réalisé par Patric Ullaeus
- 2018 : Countdown, tiré de Helix, réalisé par Patric Ullaeus
- 2019 : Helix, tiré de Helix, réalisé par Patric Ullaeus
- 2020 : 82nd All The Way, reprise du morceau du même nom tiré de l'album The Great War de Sabaton
- 2020 : Do or Die, réalisé par Marcus Overbeck
- 2020 : Endlessly (An Amaranthe Wedding), tiré de Maximalism, réalisé par Duminciuc Bogdan
- 2020 : Viral, tiré de l'album Manifest, dirigé par Marcus Overbeck
- 2020 : Strong, tiré de l'album Manifest
- 2020 : Archangel, tiré de l'album Manifest, dirigé par GRUPA 13
- 2020 : Fearless, tiré de l'album Manifest, dirigé par GRUPA 13
- 2020 : Boom!1, tiré de l'album Manifest, dirigé par GRUPA 13
- 2022 : Find Life, tiré du single du même nom, dirigé par Patric Ullaeus
- 2023 : Damnation Flame, tiré du single du même nom, dirigé par GRUPA 13
- 2023 : Instiable, tiré du single du même nom, dirigé par Patric Ullaeus
- 2023 : Outer Dimensions, tiré de l'album The Catalyst, dirigé par Patric Ullaeus
- 2024 : Re-Vision, tiré de l'album The Catalyst, réalisé par Patric Ullaeus
- 2024 : The Catalyst, tiré de l'album du même nom, réalisé par Patric Ullaeus
- 2024 : Interference, tiré de l'album The Catalyst, réalisé par Jens De Vos

### Clips lyriques
- 2014 : Trinity, tiré de Massive addictive
- 2022 : Make It Better, tiré du single du même nom